# Aedes schroederi
Aedes schroederi är en tvåvingeart som beskrevs av Schick 1970. Aedes schroederi ingår i släktet Aedes och familjen stickmyggor. Inga underarter finns listade i Catalogue of Life.